# I. e. 400
Évszázadok: i. e. 5. század – i. e. 4. század – i. e. 3. század
Évtizedek: i. e. 450-es évek – i. e. 440-es évek – i. e. 430-as évek – i. e. 420-as évek – i. e. 410-es évek – i. e. 400-as évek – i. e. 390-es évek – i. e. 380-as évek – i. e. 370-es évek – i. e. 360-as évek – i. e. 350-es évek
Évek: i. e. 405 – i. e. 404 – i. e. 403 – i. e. 402 –  i. e. 401 – i. e. 400 – i. e. 399 – i. e. 398 – i. e. 397 – i. e. 396 – i. e. 395

## Események

### Perzsa Birodalom
- II. Artaxerxész király Tisszaphernészt bízza meg azon kis-ázsiai területek kormányzásával, amelyek addig az ellene fellázadó öccse, Kürosz kezén voltak.
- A perzsa megszállás ellen fellázadó alsó-egyiptomi Amonardisz elfoglalja egész Felső-Egyiptomot is.

### Görögország
- Xenophón és a "tízezrek", azok a zsoldosok, akik Kürosz halála után visszaküzdötték magukat Babilóniából, elérik Görögországot. A sikeres akció felbátorítja Spártát és háborút kezdenek a perzsákkal Kis-Ázsiában. A perzsa flotta élére az athéni Konon kerül (a perzsa Pharmabazosz mellett). Háború kezdődik Spárta és Élisz között is.

### Itália
- A karthágóiak elfoglalják Máltát.
- Rómában consuli jogkörű katonai tribunusok: Publius Licinius Calvus Esquilinus, Publius Manlius Vulso, Lucius Titinius Pansa Saccus, Publius Maelius Capitolinus, Spurius Furius Medullinus és Lucius Publilius Philo Vulscus.

### Amerika
- Az olmék kultúra vége, városaikat, La Ventát és San Lorenzót elhagyják (hozzávetőleges időpont).

## Kultúra
- Az ókori görög szobrászat érett klasszikus időszakát felváltja a kései klasszikus időszak (körülbelüli időpont).
- Theodorosz felépíti Delphiben az Athene Pronaia körtemplomot (tholoszt).
- Az első ismert hivatalos pénzleértékelés: I. Dionüsziosz, Szürakuszai türannosza begyűjti az arany- és ezüstpénzeket, és újravereti az azonos súlyú, de kétszeres címletű érméket (hozzávetőleges időpont).

## Születések
- Antipatrosz, makedón hadvezér († i.e. 319)
- Parmenion, makedón hadvezér (körülbelüli időpont)

## Halálozások
- Aszpaszia, Periklész özvegye (körülbelüli időpont)
- Gautama Sziddhártha (Buddha), a buddhizmus alapítója (hozzávetőleges időpont)
- Thuküdidész, görög történetíró (hozzávetőleges időpont)
- Agathon, athéni költő (hozzávetőleges időpont)

## Fordítás
- Ez a szócikk részben vagy egészben  a(z)   400 BC című angol Wikipédia-szócikk ezen változatának fordításán alapul.  Az eredeti cikk szerkesztőit annak laptörténete sorolja fel. Ez a jelzés csupán a megfogalmazás eredetét és a szerzői jogokat jelzi, nem szolgál a cikkben szereplő információk forrásmegjelöléseként.